# الطبري (مسلسل)
الطبري هو مسلسل تليفزيوني مصري عُرض أول مرة سنة 1987، من بطولة عزت العلايلي، ومن إخراج مجدي أبو عميرة وسيناريو عبد الرحيم إبراهيم.

## قصة
تتناول احداث المسلسل قصة نشأة وحياة المؤرخ والمفسر والفقيه الإمام الطبري، وقصته مع تفسير القرآن، واجتهاده في احكام الدين.

## فريق العمل

### بطولة
| - عزت العلايلي: الإمام الطبري - سمية الألفي - عمر الحريري - ليلى فوزي: نورهان - أمينة رزق: بوران - محمد وفيق - أشرف عبد الغفور: الموفق بالله | - أنور إسماعيل:أحمد بن طولون - محمود الحديني - إنعام الجريتلي - أحمد خميس - حمزة الشيمي: أمير الزنج - زوزو نبيل - جمال إسماعيل | - سمير حسني: خمارويه - عبد العزيز غنيم - دينا عبد الله: الأميرة قطر الندى - أحمد سلامة: أحمد المعتضد بالله - ناصر سيف - مدحت مرسي - المرسي أبو العباس | - ياسر علي ماهر - أحمد الحريري - فايق عزب: العباس بن احمد بن طولون - محمود العراقي - علي عزب - عثمان محمد علي | - مخلص البحيري: موسى بن بغا الكبير - خليل مرسي - علي حسنين - قاسم الدالي - عبد السلام عطية - سيد خاطر |

بالإشترك مع: متولي علوان- محمد سعيد عبودة- أحمد بهلول- فتحي السيد- أحمد عبد الباري- محمد لطفي- حمدي سالم- أبو السعود عطية- عادل زكريا- توفيق الكردي- فاروق رمضان- إبراهيم حسنين- ضياء السويفي- فتحي إبراهيم- فتحي سليمان- أنور ناشد- محمد عابدين- أحمد عطية- إبراهيم وجدي- محمد عبد اللطيف- مصطفى عبد الله- نوال البطوطي- منى الأمير- أحمد عقل: طفل- وائل سامي: طفل- أحمد عقل- عبد العزيز عيسى- عبد السلام الدهشان- حسن العدل- أشرف طلبة- عزت بدران- محيي الدين عبد الحميد- إمام الصفطاوي- محمود أبو جليلة- فكري صادق- حمادة عبد الحليم- مصطفى القسط- خيري شوقي- محمد منصور- أنور حسونة- سيد عبد الفتاح- سليمان حسين- مراد موافي- صلاح صادق- محب كاسر- حسن صلاح- عبد اللطيف الطحاوي- أحمد فوزي- نهاد رامي- محمود طاهر- سيد الشرويدي- عبد الحي صالح- عصام الشويخ- سليمان داود- عبد الله الصفتي

### إداريون
| - عبد الرحيم إبراهيم: قصة وسيناريو وحوار - مجمع البحوث الإسلامية: مراجعة الحلقات - طه شلبي: سيناريو وحوار - أحمد شلبي: معالجة درامية - عبد السلام عطية: التدقيق اللغوي - جلال معوض: الأداء الصوتي - د. أحمد نعينع: تلاوة القرآن الكريم - عبد السلام أمين: كلمات الأغاني - جمال سلامة: الألحان والموسيقى التصويرية | - أحمد إبراهيم: غناء التتر - سحر ناجي: مشاركة في غناء التتر - هناء حمدي: مشاركة في غناء التتر - حسن عفيفي: تصميم الإستعراضات - عبد العزيز حمدي: مدير الإضاءة - عثمان حلمي: مدير التصوير - إبراهيم خطاب: مصور - محمد عبد الصمد: مصور | - نبيل الجوهري: مصور - سمير خليل: مصور - حسني صالح: مصور - عوني جعفر: مدير التصوير الخارجي والإضاءة -كاميرا محمولة - إبراهيم العيسوي: مهندس الديكور - وداد بشير: تصميم الأزياء - رمضان إمام: ماكياج - وفاء نظمي: مساعد مخرج أول | - محمد الأصيلي: ساعد في الاخراج - مريم الجزايرلي: ساعد في الاخراج - مريم الجزايرلي: ساعد في الاخراج - قطاع الشئون المالية والاقتصادية - اتحاد الإذاعة والتلفزيون (ج.م.ع): موزع - محمد عبد الإله: مدير الإنتاج - مايسة سعد الدين: المنتج الفني - اتحاد الإذاعة والتلفزيون (ج.م.ع): منتج - مجدي أبو عميرة: مخرج |